# Патулейя

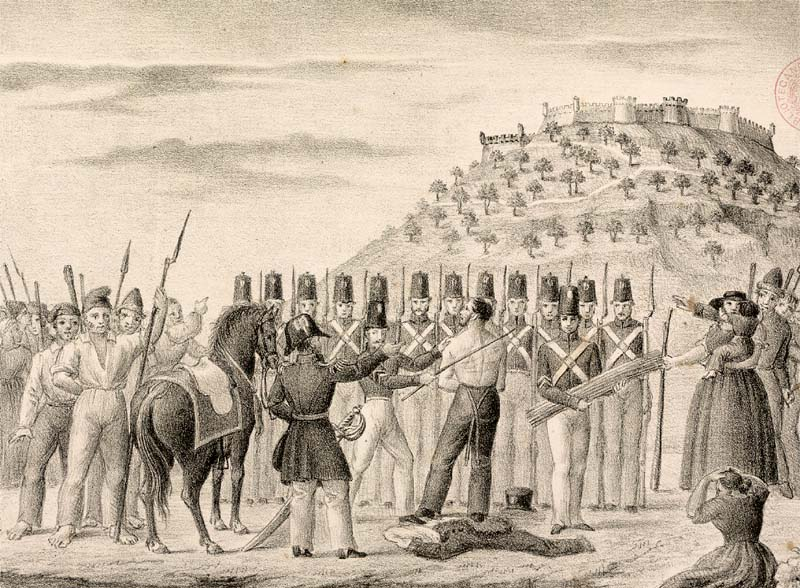
Публичная порка гражданского лица правительственными войсками во время Патулейи

Патулейя (порт. Patuleia) или Война патулейи (порт. Guerra da Patuleia) — название, данное гражданской войне, произошедшей в Португалии в ходе восстания Марии да Фонте. Противоборствующие стороны — «хартисты», сторонники консервативного либерализма, появившиеся после революции 1820 года и концентрировавшиеся вокруг Конституционной хартии 1826 года, дарованной королём Педру IV в попытке уменьшить количество имевшихся конфликтов, вызванных революцией, и «сентябристы», члены правительства, созданного после революции, сторонниками более левого направления в либерализме, выступавшими против Конституционной хартии 1826 года и за конституцию.
Согласно распространённой версии название Patuleia происходит от словосочетания paw to léu (босая нога), в то время как по другой оно является заимствованием из испанского языка слова patulea, означающий «группу жестоких людей».
Она была вызвана в Португалии назначением в ходе дворцового переворота 6 октября 1846 года, вошедшего в историю как «Эмбоскада», правительства, явно «хартистского», возглавляемого маршалом Жуаном Карлушем де Салданьей, 1-м герцогом де Салданья.
Гражданская война длилась около восьми месяцев. Хартистам, действовавшим при поддержке королевы Марии II, противостояла коалиция сентябристов и мигелистов (сторонников короля Мигела I, брата Педру IV и отца Марии II). Война закончилась явной победой хартистов, результатом которой стало подписание «Конвенции Грамидо» 30 июня 1847 года после интервенции в страну иностранных войск, проводившейся в рамках соглашений Четверного союза 1834 года.